# V-Ray

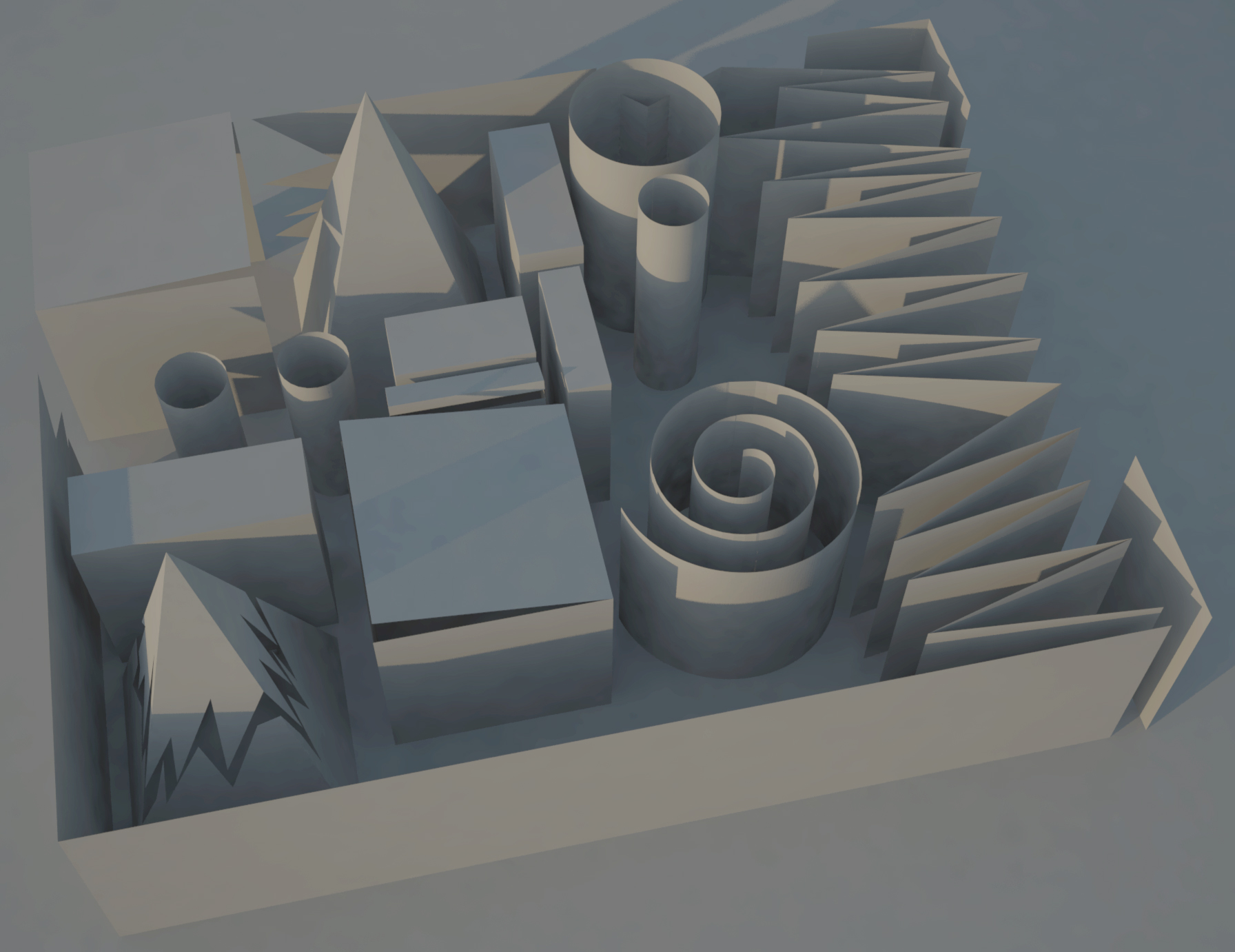
Folded paper: Bản vẽ SketchUp kết xuất bởi V-Ray

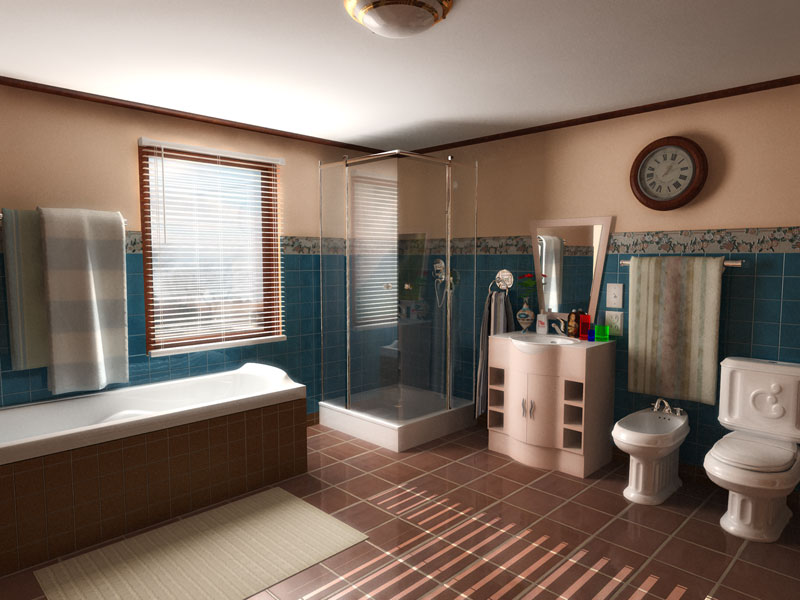
Ảnh tạo bởi V-Ray, thể hiện một số hiệu ứng tiên tiến của V-Ray.

V-Ray là một phần mềm kết xuất ảnh (rendering engine) được sử sử dụng dưới dạng công cụ mở rộng (plug-in) của các phần mềm tạo hình 3D (3D modelling software).
V-Ray là công trình của Vladimir Koylazov và Peter Mitev, thuộc hãng phần mềm Chaos, thành lập năm 1997 tại Sofia, Bulgaria.
V-Ray có thể tính toán sự chiếu sáng toàn cục (global illumination) trong khung cảnh với các giải thuật như: dò đường đi của ánh sáng (path tracing), bản đồ photon (photon mapping), bản đồ bức xạ (irradiance map). Với khả năng này, V-Ray có thể tạo ra những hình ảnh rất chân thật.
Rất nhiều bộ phim nổi tiếng đã sử dụng V-Ray trong quá trình kết xuất ảnh.
Nó cũng được sử dụng như một phần mở rộng để cung cấp chất lượng kết xuất ảnh như thật cho ngành kiến trúc.

## Tính tương thích
V-Ray tương thích với các gói sản phẩm như Sketchup, Autodesk 3ds Max, Maya, Rhino, TrueSpace,  Maxon Cinema 4d, Blender và Softimage XSI, cũng tương thích với các kiến trúc hệ điều hành 32-bit và 64-bit.

## Phiên bản
| version       | year                                                                            |
| ------------- | ------------------------------------------------------------------------------- |
| 1.50 RC1      | ~2005                                                                           |
| 1.50 R1       |                                                                                 |
| 1.50 RC2      |                                                                                 |
| 1.50 R2       |                                                                                 |
| 1.50 RC3      |                                                                                 |
| 1.50 R3       |                                                                                 |
| 1.50 RC5      |                                                                                 |
| 1.50.00 Final |                                                                                 |
| 1.50 SP1      |                                                                                 |
| 1.50 SP2      |                                                                                 |
| 1.50 SP3      | (1.50 SP3a chỉ là một phiên bản cập nhật nhỏ giúp tương thích với 3ds Max 2010) |
| 1.50 SP4      | ~2009                                                                           |
| 2.00.01       | ~2010                                                                           |
| 2.10.01       | ~                                                                               |
| 2.20.02       | ~                                                                               |
| 2.30.01       | ~                                                                               |
| 2.40.03       | ~                                                                               |
| 3.00.00       | ~                                                                               |
| 3.00.08       | ~2014                                                                           |
| 3.30.04       | ~2016                                                                           |

## V-Ray và Autodesk 3ds Max
V-Ray được sử dụng rộng rãi như một thành phần kết xuất thay thế cho mental ray thường được đóng gói cùng 3ds Max.
V-Ray gần đây được tương thích hóa với những phần mềm chuyên biệt về kiến trúc 3D CAD (Computer Aided Design) của Autodesk VIZ.